# Sonotrella grandipennis
Sonotrella grandipennis är en insektsart som först beskrevs av Lucien Chopard 1929.  Sonotrella grandipennis ingår i släktet Sonotrella och familjen syrsor. Inga underarter finns listade i Catalogue of Life.